# Syväjärvi (sjö i Finland, Lappland, lat 66,85, long 24,18)
Syväjärvi är en sjö i Finland. Den ligger i kommunen Pello i landskapet Lappland, i den norra delen av landet, 700 km norr om huvudstaden Helsingfors. Syväjärvi ligger 138,9 meter över havet. Arean är 23,1 hektar och strandlinjen är 2,66 kilometer lång. Sjön  ingår i Torne älvs huvudavrinningsområde. 